# Лоръл (Монтана)
Вижте пояснителната страница за други значения на Лоръл.
Лоръл (на английски: Laurel) е град в окръг Йелоустоун, щата Монтана, САЩ. Лоръл е с население от 6255 жители (2000) и обща площ от 4,9 km². Намира се на 1006 m надморска височина. ЗИП кодът му е 59044, а телефонният му код е 406.